# Oxyagrion haematinum
Oxyagrion haematinum är en trollsländeart som först beskrevs av Selys 1876.  Oxyagrion haematinum ingår i släktet Oxyagrion och familjen dammflicksländor. Inga underarter finns listade i Catalogue of Life.